# Emma Thomas
Emma Thomas Nolan é uma produtora de cinema britânica, conhecida por produzir os aclamados filmes Batman Begins, The Dark Knight e Inception; todos dirigidos por seu marido Christopher Nolan.
Thomas se formou no University College London, conhecendo seu futuro marido, Nolan, enquanto os dois estudavam lá.
Ela trabalhou como supervisora de roteiro em vários projetos nas década de 1980 e 90, e foi a assistente do diretor Stephen Frears em High Fidelity.
Thomas vive com seu marido e seus quatro filhos em Los Angeles, Califórnia.

## Filmografia

### Produtora
- Doodlebug (1997)
- Following (1998)
- Memento (2001) (produtora associada)
- Batman Begins (2005)
- The Prestige (2006)
- The Dark Knight (2008)
- Inception (2010)
- The Dark Knight Rises (2012)
- Man of Steel (2013)
- Transcendence (2014)
- Interstellar (2014)
- Batman v Superman: Dawn of Justice (2016)
- Dunkirk (2017)
- Justice League (2017)
- Tenet (2020)
- Zack Snyder's Justice League (2021)
- Oppenheimer (2023) [4][5]